# 新居浜・西条地区広域市町村圏事務組合
新居浜・西条地区広域市町村圏事務組合（にいはま・さいじょうちくこういきしちょうそんけんじむくみあい）は、愛媛県新居浜市・西条市（旧西条市・旧東予市・旧小松町・旧丹原町）で構成される一部事務組合で、圏内の各種計画や研修実施などの連絡調整、休日・夜間の救急医療体制の整備などを執り行う特別地方公共団体。

西条周桑地区の合併により事務処理が減ったことを理由に2008年（平成20年）3月31日をもって解散した。

組合の所在地は新居浜市役所内にあり新居浜市長が組合長となっていた。議決機関を有し、構成する自治体から議員が選出され年2回の議会が設けられていた。
管理していた施設は新居浜市・西条市に譲渡され、広域圏の計画事務は新設された新居浜・西条地区広域行政圏協議会に引き継がれた。

## 概要
市町村合併により新居浜市の東隣に四国中央市が誕生し、また西条市も隣接する市町と合併し人口10万規模の都市が連なることで、今後より一層の協力体制が不可欠になることから新居浜市議会などで早期に四国中央市を含めた広域圏事務組合への再編に取り組むことが求められていた。市側にも3市の中間にある新居浜市がリーダー的役割を担って取り組むことが必要という認識はあるものの、隣接両市の新市体制が落ち着いた頃を見計らってからのことと、積極的なのか消極的なのかはっきりしない姿勢である。